# Horror Star
Pour les articles homonymes, voir Frightmare.
Pour plus de détails, voir Fiche technique et Distribution.
Horror Star (Frightmare alias Horror Star et Body Snatchers) est un film américain réalisé par Norman Thaddeus Vane, sorti en 7 janvier 1983.

## Synopsis
Un groupe d’étudiants en art dramatique idolâtre leur star de film d’horreur préférée, Conrad Ragzoff (Ferdy Mayne). Au début, Conrad joue dans une publicité pour des prothèses dentaires, et le réalisateur arrête le tournage parce qu’il n’aime pas la performance de Conrad. Alors que le réalisateur est assis sur le bord du balcon, Conrad, en colère, le repousse avec sa canne. Plus tard, Conrad visite une école et parle de ses performances, mais il s’évanouit d’excitation. L’une des étudiantes en art dramatique, Meg (Jennifer Starrett), le ranime. Plus tard, alors que Conrad est assis dans son lit, son réalisateur obèse Wolfgang (Leon Askin) lui rend visite. Après une longue discussion sur ses arrangements de mort, Conrad ferme les yeux et fait croire au réalisateur qu’il est mort. Ensuite, le réalisateur le dénonce jusqu’à ce que Conrad surgisse et l’étouffe avec un oreiller. Après la mort de Conrad, les sept étudiants en art dramatique, Meg, Saint (Luca Bercovici), Bobo (Scott Thomson), Eve (Carlene Olson), Donna (Donna McDaniel), Oscar (Alan Stock) et Stu (Jeffrey Combs), se rendent au cimetière après la tombée de la nuit, ils se faufilent dans la tombe où se trouve le cercueil de Conrad. Les lumières s’allument et ils voient une vidéo de Conrad déclarant qu’il les accueille dans sa tombe, à moins, dit-il, qu’ils ne soient entrés par effraction. Effrayée, Meg leur demande de ne pas emmener Conrad, mais ils le font, et l’emmènent dans un vieux manoir où ils passent la nuit.
Cette nuit-là, le cercueil de Conrad explose et il ressuscite d’entre les morts. Plus tard, Oscar et Donna font l’amour mais Donna dit qu’elle a peur. Oscar va enquêter et se fait arracher la langue par Conrad dans le grenier. Donna s’inquiète et sort pour voir Conrad, qui utilise la magie noire pour l’incendier. Plus tard, les cinq adolescents restants se rendent compte qu’Oscar et Donna ont disparu et commencent à les rechercher. Bobo est cependant mis en transe par Conrad et se rend à la tombe de Conrad, pour suffoquer à cause des vapeurs libérées à l’intérieur de la crypte. Eve décide de regarder un film et est attirée hors de sa chambre par le son de la voix de Donna, avant d’être écrasée contre le mur par le cercueil de Conrad et cachée avec le corps d’Oscar.
Meg, Saint et Stu se rendent compte que les deux autres ont maintenant disparu et commencent à paniquer, et Meg décide qu’elle va prévenir la police. Stu monte en courant à l’étage pour prendre une lampe de poche car la voiture de Saint ne démarre pas, seulement pour être décapité par Conrad qui envoie alors sa tête coupée sur la pelouse du manoir. Meg et Saint s’aventurent à l’extérieur à la recherche de Stu et trouvent le corps brûlé de Donna, et se dépêchent de retourner à l’intérieur. Saint décide d’essayer de réparer sa voiture, tandis que Conrad piège Meg dans le grenier, où elle l’empale avec une croix. Saint cache en toute sécurité son corps inconscient et emporte le corps de Conrad avec lui pour le remettre dans la crypte, tandis que la police arrive au manoir et trouve une Meg en délire et tous ses amis morts. Au cimetière, Conrad attaque Saint et le met au crématorium, puis retourne dans sa tombe.  Un peu plus tard, sa femme et son ami médium arrivent pour dire leurs derniers adieux au « mort » Conrad, seulement Conrad tue sa voyante après qu’elle ait volé ses bijoux sur son corps, et sa femme verrouille la crypte pour toujours. La scène finale montre une vidéo diffusée sur la télévision installée dans la crypte de Conrad, informant le public que l’enfer est en fait assez agréable et espérant que plus de respect sera montré pour les morts.

## Fiche technique
- Titre original : Frightmare
- Titre français : Horror Star
- Réalisation : Norman Thaddeus Vane
- Scénario : Norman Thaddeus Vane
- Photographie : Joel King
- Musique : Jerry Mosely
- Pays d'origine : États-Unis
- Date de sortie : 1983
- Interdit aux moins de 12 ans

## Distribution
- Ferdy Mayne : Conrad Radzoff
- Luca Bercovici (en) : Saint
- Nita Talbot : Mrs. Rohmer
- Leon Askin : Wolfgang
- Jennifer Starrett : Meg
- Jeffrey Combs : Stu
- Scott Thomson : Bobo
- Alan Stock : Oscar
- Donna McDaniel : Donna
- Carlene Olson : Eve
- Chuck Mitchell : Détective